# Chiesa di Santa Maria Succurre Miseris ai Vergini
La chiesa di Santa Maria Succurre Miseris è una delle chiese di Napoli ubicata in via Vergini.

## Storia e descrizione
Fondata nel XIV secolo col nome di Sant'Antonio, venne interrata dalle alluvioni che colpirono frequentemente la zona dei Vergini; all'interno della chiesa medioevale ci sono affreschi del XIV e XV secolo.
Ospitava l'Arciconfraternita del SS. Sacramento di Sant'Eligio Maggiore, come ancora si legge sul portone d'ingresso.
La chiesa che sovrasta quella medievale risale al XVIII secolo ed è formata da una bella pianta centrale, opera di Ferdinando Sanfelice. La facciata si caratterizza per il forte andamento plastico che sottolinea l'asse centrale dell'edificio.
Dopo decenni di chiusura nel febbraio 2014 riapre al culto.
Le opere pittoriche che conteneva sono esposte al Museo Diocesano.